# Brigada Elmo Catalán
La Brigada Elmo Catalán (BEC) es una brigada muralista chilena creada por la Juventud Socialista y el Partido Socialista. Su nombre es en honor a Elmo Catalán, quien fue un periodista y militante socialista asesinado por Aníbal Crespo Ross, uno de sus compañeros en la Guerrilla de Teoponte.

## Historia

### Orígenes de la brigada
Los inicios de la BEC se originan el año 1969, motivado por la intensa propaganda de la Brigada Ramona Parra, ligada al Partido Comunista, jóvenes pertenecientes a la Juventud Socialista de Chile formaron una brigada que participó, junto a otras organizaciones muralistas-propagandístas afines a la Unidad Popular, activamente durante la campaña presidencial del 70' del futuro Presidente de la República Salvador Allende. Esta brigada fue bautizada como Brigada Central, para posteriormente denominarse  Brigada Lenin Valenzuela (BLV) (que posteriormente pasó a llamarse Brigada Elmo Catalán) y pese a que la BRP y la brigada socialista tenían en común la labor de apoyo a Allende y su comando, hubo entre estas dos diferencias que por algún tiempo las mantuvo distanciadas. Dentro de las principales críticas que hacía la BLV era que los comunistas usaban trazos pacifistas que iban en contra de los cambios y tesis allendista impulsada por el secretario general del PS, Carlos Altamirano; alegaban que la Brigada Ramona Parra no formaba de forma crítica al ciudadano promedio sobre la realidad nacional, además el grupo se jactaba de la mayor autonomía que tenían respecto a su partido afín, entregando de esta forma mensajes más directos con un contenido político más agudo y disruptivo. Ahora, como tal la principal distinción entre ambas fue su identidad y base política, aspecto que se reflejó en el mensaje de propaganda que cada brigada entregó en sus lienzos, murales y accionar. Surgiendo de esta forma dos formas distintas de trabajo y consignas dentro de la UP.
Posteriormente, la directiva del Partido Socialista decidió apadrinar a la agrupación brigadista dentro de sus filas y orgánica partidista tras conocer la labor y auge que la BLV tomó en las calles de Chile, y además propuso a los integrantes de la brigada cambiar el nombre de «Brigada Lenin Valenzuela» a «Brigada Elmo Catalán », esto en honor y homenaje al militante del partido y miembro asesinado en junio de 1970 en Cochabamba, Bolivia. Los integrantes de la brigada aceptaron y así se convirtió en la brigada oficial del partido.

### Golpe de Estado y dictadura

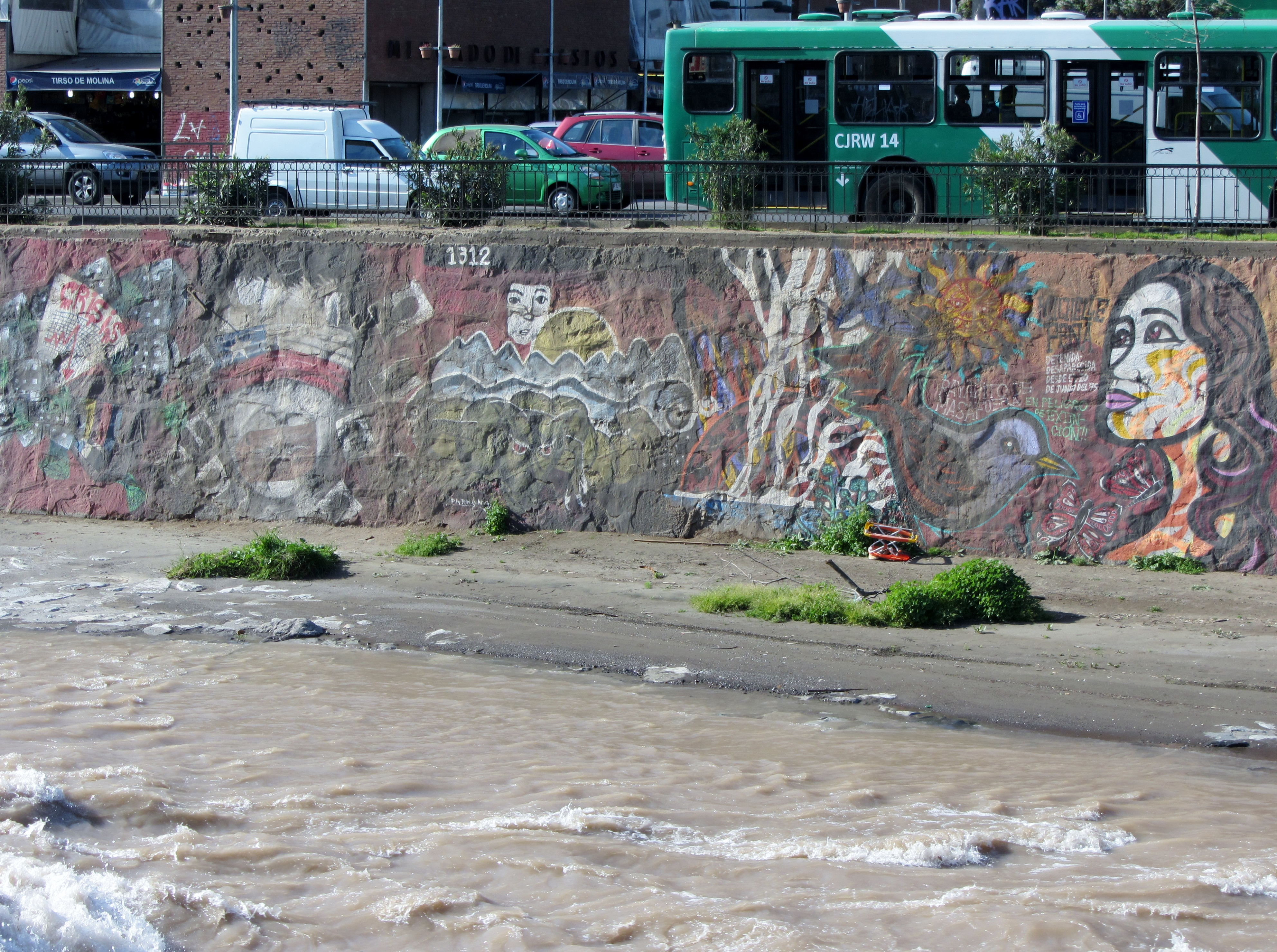
Murales pintados por la Brigada Elmo Catalán en conjunto a otras organizaciones muralistas.

Después al golpe de Estado de 1973 y la posterior dictadura de Augusto Pinochet, la BEC empezó a debiltarse y paulatinamente desaparecer, dejando de lado su labor muralista para pasar a tener un énfasis puesto en la reorganización clandestina de su partido, tanto en Chile como en el extranjero. En 1987 fue revitalizada a iniciativa de la presidencia de la JS. Así, la agrupación muralista en un primero momento durante los primeros años de la dictadura militar ya funcionaba como un órgano de propaganda contra la dictadura, y que desde 1980 empezó a adquirir un carácter paramilitar, esto a palabras de Genrado Cuadros, quien estuvo a cargo de la brigada durante esos años en particular.
La revitalización de la brigada fue a iniciativa de Jaime Pérez de Arce y Ernesto Águila, primer y segundo presidente de la JS de la época, quienes encargaron a Cuadros preparar la campaña electoral y recuperar con la BEC, el trabajo propagandístico en general, en miras del próximo plebiscito de 1988. A propias palabras de Cuadros, “el electorado recién registrado, tenía que ser persuadido para negar un segundo mandato a Pinochet”. Tomando así el muralismo como práctica persuasiva de propaganda, funcionando como herramienta de resistencia y difusión de ideas afines a la organización. Así, también muralismo de la oposición de la dictadura ayudó a marcar territorialidad partidista y les sirvió a partidos como el PS, PC, MAPU e IC atraer a gente a sus tiendas partidarias.
Además, durante la dictadura el Partido Socialista estuvo dividido en varias facciones y corrientes ideológicas, como el PS Almeyda, Histórico, Mandujano, Nuñez, teniendo cada una de ellas su propia brigada muralista-propagandística e identidad. Estas se unificaron en un solo aparato nacional a finales de la década de los ochenta, nuevamente bajo el nombre de Brigada Elmo Catalán debido a las futuras campañas políticas en Chile. Entre estas organizaciones muralistas de facciones del PS existieron la reeditada Brigada Elmo Catalán (BEC), la Brigada Laura Allende (BLA), la Brigada Salvador Allende (BRISA), Grupo Sindicato y la Brigada Carlos Lorca (BCL).

### Actualidad
Hoy en día la Brigada Emo Catalán sigue activa recurrentemente, haciendo diversos murales e iniciativas en 2014, 2017 y 2023.

## Uniforme
La BEC tenía un uniforme característico que distinguía a los overoles rojos de la BRP, el cual consistía de pantalones de vaquero, botas, la camisa color verde oliva identitaria de la Juventud Socialista, y además algunos integrantes de la brigada usaban una boina roja, para identificarse y demostrar admiración al “Che” Guevara.